# Dunboyne
Dunboyne är en ort i republiken Irland.   Den ligger i grevskapet An Mhí och provinsen Leinster, i den östra delen av landet, 16 km nordväst om huvudstaden Dublin. Dunboyne ligger 68 meter över havet och antalet invånare är 6 959.
Terrängen runt Dunboyne är platt. Runt Dunboyne är det mycket tätbefolkat, med 2 521 invånare per kvadratkilometer. Närmaste större samhälle är Dublin, 16,2 km sydost om Dunboyne. Trakten runt Dunboyne består i huvudsak av gräsmarker.